# 捒東下堡
捒東下堡，又名拺東下堡、栜東下堡、梀東下堡，是台灣中北部自清治時期至日治初期的一個行政區劃，其範圍包括今臺中市的大雅區全部、西屯區全部、南屯區全部、北屯區西部、北區全部、西區西部及烏日區西北部一小塊地區。
捒東下堡西邊為大肚中堡，西北邊為大肚上堡，東北邊為捒東上堡，東南邊為藍興堡，西南邊為大肚下堡。

## 管轄街庄
捒東下堡共轄62個街庄：
- 今大雅區境內：垻雅街、四塊厝庄、上楓樹腳庄、上員林庄、下員林庄、埔仔墘庄、六張犁庄、十三藔庄、上橫山庄、下橫山庄、花眉庄、西員寶庄、馬崗厝庄、大田心庄
- 今西屯區境內：西大墩街、上牛埔仔庄、八張犁庄、林厝庄、水堀頭庄、潮洋庄、惠來厝庄、下石碑庄、上石碑庄、港尾仔庄、下七張犁庄、馬龍潭庄、何厝庄
- 今南屯區境內：犁頭店街、田心庄、溝仔墘庄、三塊厝庄、永定厝庄、新庄仔庄、劉厝庄、山仔腳庄、鎮平庄、蔴糍埔庄、水碓庄、番社腳庄、知高庄、同安厝庄、下牛埔仔庄、下楓樹腳庄
- 今北屯區境內：三十張犁庄、二份埔庄、舊社庄、軍功藔庄、廍子庄、水景頭庄、四張犁街、水汴頭庄、三份埔庄、水湳庄、後庄仔庄、上七張犁庄、陳平庄
- 今北區境內：邱厝仔庄、賴厝廍庄、乾溝仔庄
- 今西區境內：蔴園頭庄、土庫庄
- 今烏日區境內：學田庄